# Homotherus magus
Homotherus magus är en stekelart som först beskrevs av Wesmael 1855.  Homotherus magus ingår i släktet Homotherus och familjen brokparasitsteklar. Arten är reproducerande i Sverige. Inga underarter finns listade i Catalogue of Life.